# مرهوتا
مرهوتا (به انگلیسی: Marhota) یک منطقهٔ مسکونی در پاکستان است که در کشمیر آزاد واقع شده‌است. مرهوتا ۸۴۶ متر بالاتر از سطح دریا واقع شده‌است.